# Randy Manery
Randall Neal „Randy“ Manery (* 10. Januar 1949 in Leamington, Ontario) ist ein ehemaliger kanadischer Eishockeyspieler, der im Verlauf seiner aktiven Karriere zwischen 1966 und 1980 unter anderem 595 Spiele für die Detroit Red Wings, Atlanta Flames und Los Angeles Kings in der National Hockey League (NHL) auf der Position des Verteidigers bestritten hat. Manery, dessen jüngerer Bruder Kris ebenfalls in der NHL spielte, nahm im Jahr 1973 als Vertreter der Atlanta Flames am NHL All-Star Game teil.

## Karriere
Manery verbrachte seine Juniorenzeit zwischen 1966 und 1969 bei den Hamilton Red Wings in der Ontario Hockey Association (OHA). Dort steigerte sich der Verteidiger in den drei Spielzeiten seiner Teamzugehörigkeit stetig. Nach lediglich fünf Scorerpunkten in seiner Rookiesaison, erreichte er in seinem dritten Jahr schließlich 29 Punkte.  Im Frühjahr 1969 wurde der 20-Jährige dann von den Detroit Red Wings aus der National Hockey League (NHL) unter Vertrag genommen. Die Hamilton Red Wings dienten dem NHL-Franchise zu dieser Zeit als Talentschmiede. Insgesamt absolvierte er während seiner Juniorenkarriere 187 Spiele, in denen er 70-mal punktete. Zudem stand er in seinem letzten Ligajahr im First All-Star Team der OHA.
Im Profibereich wurde der Kanadier von den Detroit Red Wings in den folgenden drei Spieljahren zwischen 1969 und 1972 im Farmteam Fort Worth Wings in der Central Hockey League (CHL) eingesetzt. Für Detroit absolvierte er in diesem Zeitraum lediglich in der NHL drei Einsätze, die ersten beiden davon zum Ende der Saison 1971/72 im April 1972. Obwohl er in den beiden zurückliegenden Spielzeiten zwischen 1970 und 1972 jeweils über 40 Punkte in der CHL gesammelt hatte, blieb Manery im NHL Expansion Draft 1972 von den Red Wings ungeschützt. Dadurch wurde er im Rahmen des Drafts von den neu gegründeten Atlanta Flames ausgewählt wurde. Dort erhielt der Defensivakteur zum Beginn der Saison 1972/73 einen Stammplatz und vertrat die Mannschaft im Saisonverlauf beim NHL All-Star Game. Mit jeweils 30 Scorerpunkten pro Saison entwickelte sich der Abwehrspieler in der Folge zu einem konstanten Spieler des jungen Franchises, dem er bis zum Mai 1977 über fünf Jahre lang treu blieb.
Aus Kostengründen transferierten die Flames Manery in der Sommerpause im Tausch für Ab DeMarco junior zu den Los Angeles Kings. Bei den Kaliforniern setzte der Verteidiger sein solides Spiel mit Stärken in der Offensive und Defensive zunächst fort und erreichte erneut jeweils über 30 Punkte. In der ersten Hälfte der Saison 1979/80 kämpfte er lange mit zunächst ungeklärten Krankheitssymptomen, die sich später als Eisenmangel herausstellten. Nach erfolgreicher Behandlung beendete Manery nach der Spielzeit im Alter von 31 Jahren seine Karriere als Aktiver.

## Erfolge und Auszeichnungen
- 1969 OHA First All-Star Team
- 1972 CHL Second All-Star Team
- 1973 Teilnahme am NHL All-Star Game

## Karrierestatistik
(Legende zur Spielerstatistik: Sp oder GP = absolvierte Spiele; T oder G = erzielte Tore; V oder A = erzielte Assists; Pkt oder Pts = erzielte Scorerpunkte; SM oder PIM = erhaltene Strafminuten; +/− = Plus/Minus-Bilanz; PP = erzielte Überzahltore; SH = erzielte Unterzahltore; GW = erzielte Siegtore; 1 Play-downs/Relegation; Kursiv: Statistik nicht vollständig)